# Armand Joseph Marie de Saint-Félix
Armand Joseph Marie de Saint-Félix est un homme politique français né le 21 juillet 1794 à Mauremont (Haute-Garonne) et mort le 16 août 1866 à Mauremont.

## Biographie
Fils d'Armand de Saint-Félix, il est sous-préfet de Villefranche-de-Lauragais de 1815 à 1819 et conseiller général de la Haute-Garonne de 1822 à 1823 et préfet du Lot de 1823 à 1827. Il est préfet de la Vienne d'avril à juillet 1830, puis député de la Haute-Garonne de juillet à août 1830. Il démissionne, refusant de prêter serment à la Monarchie de Juillet.

## Sources
- « Armand Joseph Marie de Saint-Félix », dans Adolphe Robert et Gaston Cougny, Dictionnaire des parlementaires français, Edgar Bourloton, 1889-1891 [détail de l’édition]